# 2-Octanon
2-Octanon ist eine chemische Verbindung aus der Gruppe der Ketone. 

## Vorkommen

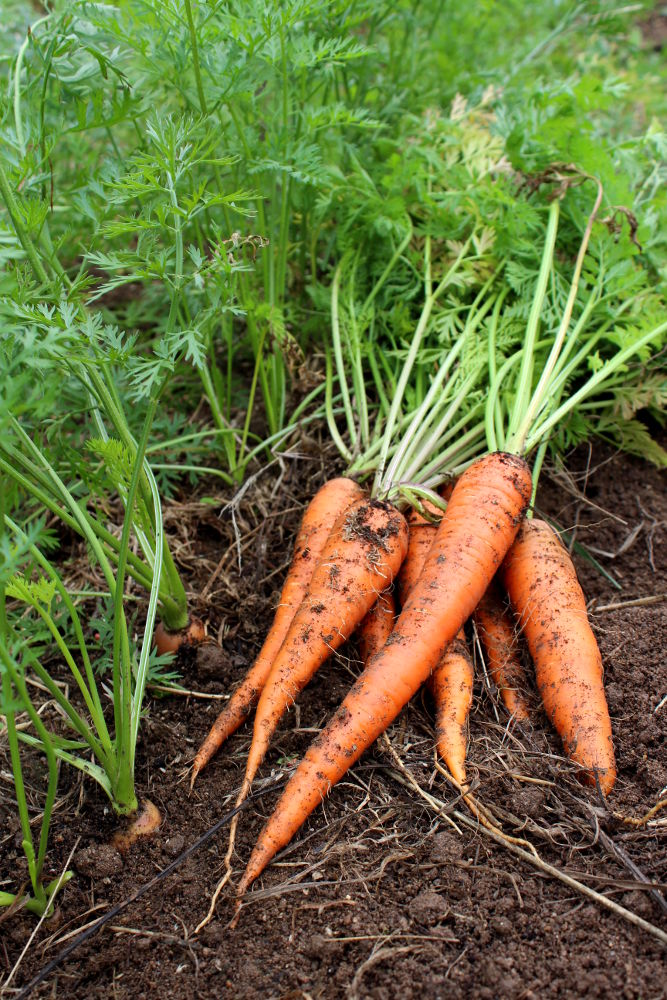
Möhren enthalten natürlicherweise 2-Octanon

Natürlich kommt 2-Octanon in Capsicum frutescens, Möhren, Liebstöckel, Currybaum, Boldo und Weinrauten vor.

## Eigenschaften
2-Octanon ist eine farblose Flüssigkeit mit einem Schmelzpunkt von −16 °C und einem Siedepunkt von 172,5 °C. Der Flammpunkt liegt bei 56 °C, die Zündtemperatur bei 295 °C. Die Substanz riecht blumig-grün.